# Contea di Mornington Peninsula
La contea di Mornington Peninsula è una local government area che si trova nello Stato di Victoria. Si estende su una superficie di 723,1 chilometri quadrati e ha una popolazione di 144.608 abitanti. La sede del consiglio si trova a Rosebud.